# Entreprise Métro d'Alger
L'Entreprise Métro d'Alger ou EMA est une société publique algérienne chargée, en qualité de maître d'ouvrage délégué du Ministère des Travaux publics et des Transports, d'assurer les études, la réalisation et l'exploitation d'un réseau de chemin de fer urbain souterrain et en surface de transports de voyageurs.

## Historique
À sa création en 1984, l'EMA était chargée du suivi de la réalisation du métro d'Alger. 
En 1989, l'EMA est transformée en entreprise publique sous forme de société par actions.
À partir de 2005, ses missions se sont étendues à d'autres types de moyens de transport à travers tout le pays. La société a géré en tant que maître d'ouvrage la réalisation de sept réseaux de tramways et neuf réseaux de transport par câble (télécabines et téléphériques).
Depuis 2012, elle détient 15 % de la SETRAM, société mixte avec RATP El Djazaïr, chargée de l'exploitation des six réseaux de tramways d'Algérie.
À la suite de la réorganisation du secteur public des transports marchands algériens, l'EMA devient en 2016 une filiale à 100 % du groupe Transtev.
En 2020, elle crée une filiale à 100 %, Métro El Djazaïr, pour remplacer RATP El Djazaïr en tant qu'exploitant du métro d'Alger à l'issue du contrat de huit ans qui la liait à la RATP.

## Filiales
L'Entreprise Métro d'Alger est la maison mère des sociétés algériennes :
- Société d'exploitation des tramways (SETRAM), chargée de l'exploitation et de la maintenance des tramways algériens ;
- Entreprise de transport algérien par câbles (ETAC), qui assure l'exploitation, la maintenance et l'ingénierie des téléphériques et des télécabines en Algérie ;
- Métro El Djazaïr,  société exploitante du métro d'Alger depuis le 1er novembre 2020 ;
- BETUR, le Bureau d'études des transports urbains algérien, qui a pour objet de réaliser dans le domaine des transports, des prestations de service en matière d'études et d'ingénierie telles que : la planification, l'organisation et l'exploitation des systèmes de transports et de circulation des biens et des personnes[5],[6].